# Parafia św. Marcina w Radziechowach
Parafia rzymskokatolicka pw. Świętego Marcina w Radziechowach – parafia w diecezji bielsko-żywieckiej, obejmująca swym zasięgiem miejscowość Radziechowy.

## Historia
Jest jedną z najstarszych parafii na Żywiecczyźnie. Jej powstanie datuje się na XIV wiek, kiedy to zbudowano najprawdopodobniej kościół drewniany pw. św. Marcina w Radziechowach. Rok 1390 uznaje się za rok utworzenia parafii aktem prawnym.
10 października 2010 roku od parafii radziechowskiej decyzją biskupa diecezji bielsko-żywieckiej odłączone zostały wsie Twardorzeczka i Ostre, tworząc parafię w Ostrem, a 26 sierpnia 2013 roku we wsi Przybędza erygowano także osobną parafię.

## Kaplice na terenie parafii
- Kaplica św. Anny w Radziechowach („u Dziadka”)
- Kapliczka na Foksowej Kępie (przy drodze Żywiec-Zwardoń)

Na terenie parafii znajduje się jeszcze wiele mniejszych lub większych kapliczek murowanych i drewnianych oraz liczne krzyże przydrożne. Niektóre z nich były wotami dziękczynnymi za wyzdrowienie lub ocalenie od jakiegoś nieszczęścia czy choroby.
W Roku Jubileuszowym 2000 wzniesiono na wzgórzu Matyska Krzyż Milenijny. Stało się to dzięki staraniom proboszcza Stanisława Gawlika. Na szczyt wiedzie kręta droga, wzdłuż której powstała droga krzyżowa, którą mieszkańcy nazwali Golgotą Beskidów.

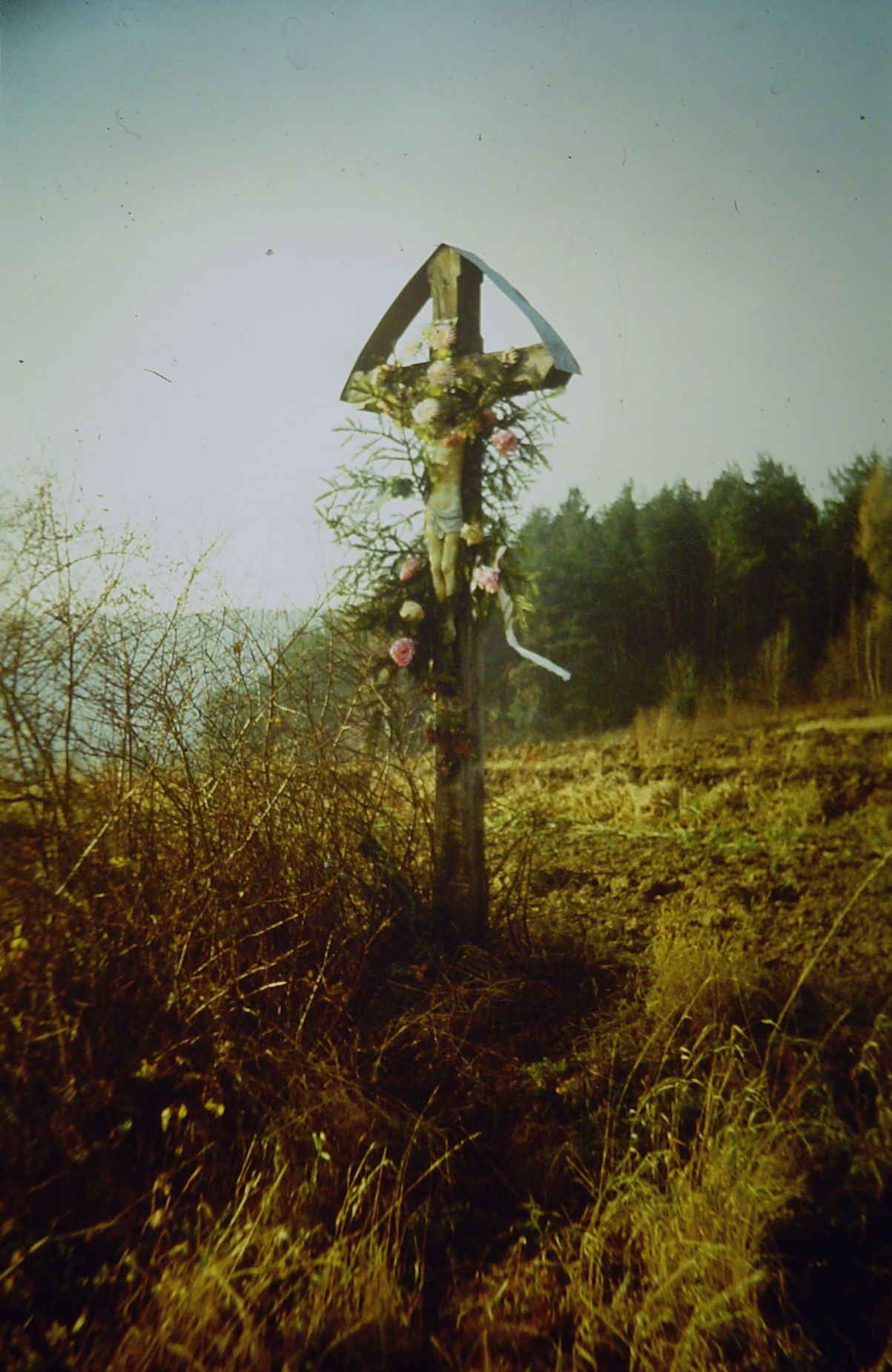
Krzyż przydrożny pomiędzy Matyską a Suchedlą (listopad 1986)
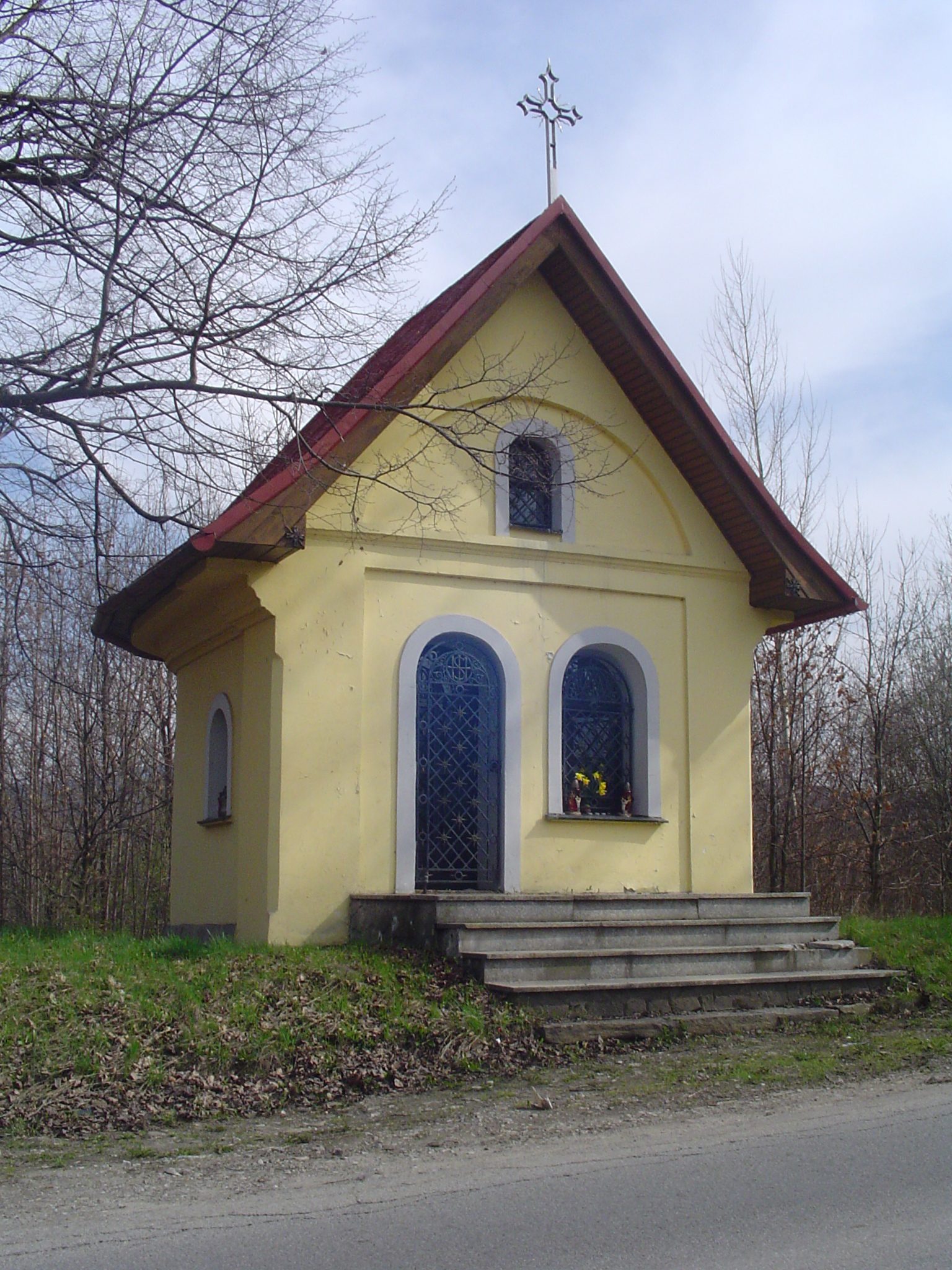
Kapliczka „na Foksowej Kępie”
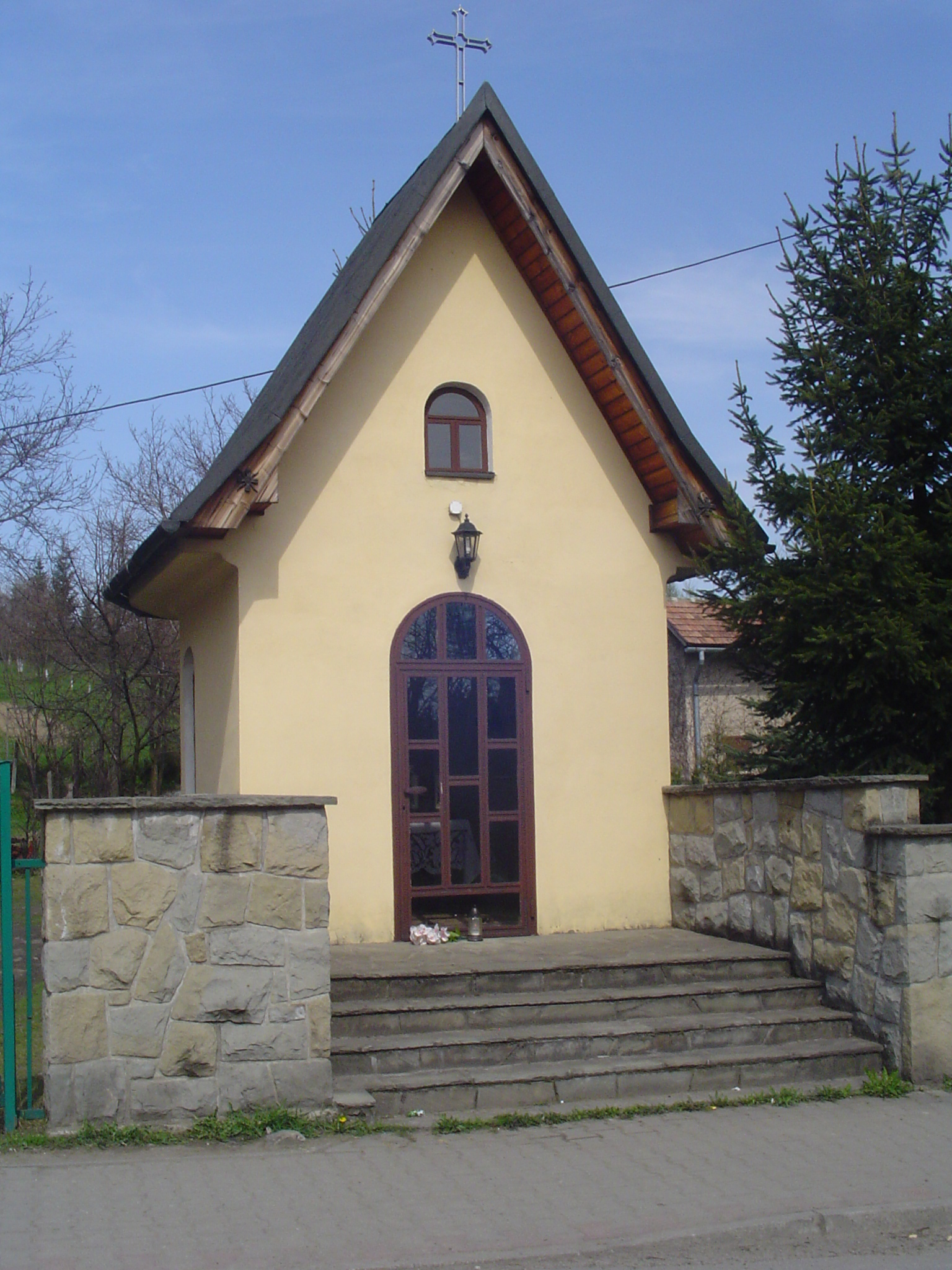
Kapliczka św. Anny
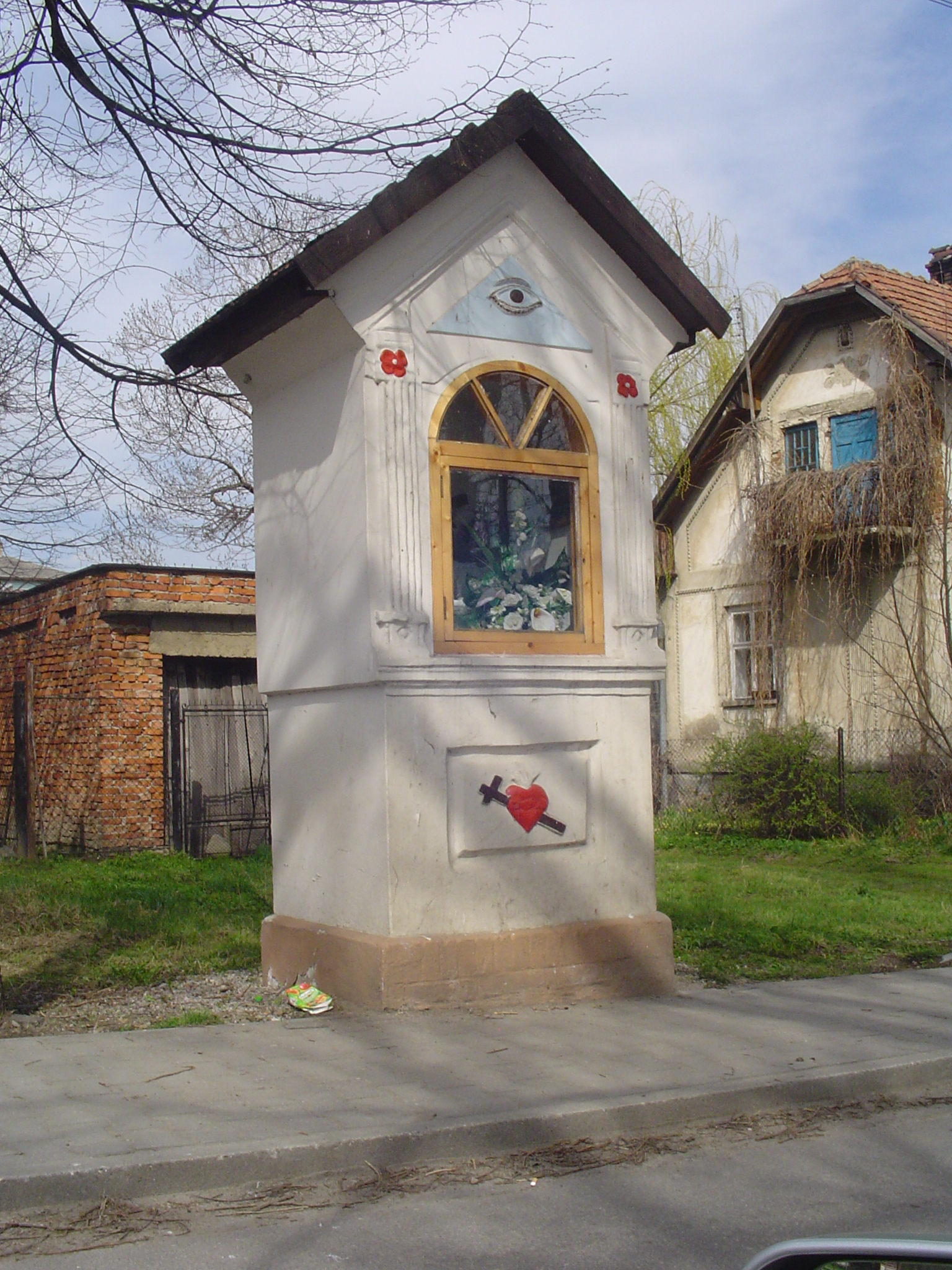
Kapliczka „u Buka”
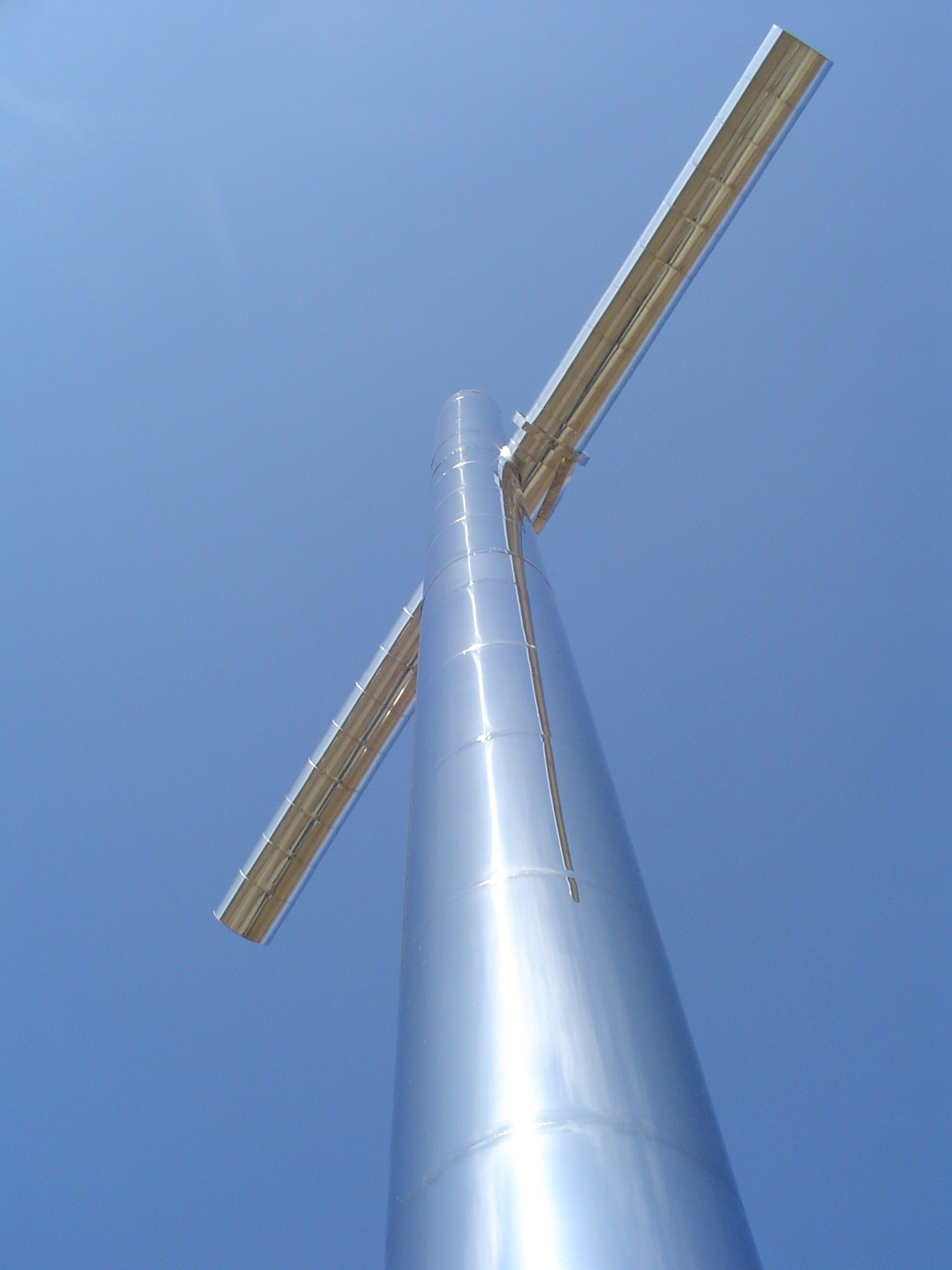
Krzyż Jubileuszowy na Matysce

## Cmentarze
- Cmentarz wokół kościoła św. Marcina - pozostał tylko jeden grób
- Stary Cmentarz - nieliczne pozostałe groby oraz pomnik ku czci ofiar wojny
- Cmentarz w Radziechowach - czynny do dziś